# Alergija od hrane
Alergija od hrane jest štetan imunosni odgovor na proteine u hrani. Alergija od hrane razlikuje se od ostalih štetnih odgovora na hranu kao što su intolerancija hrane, farmakološke reakcije i reakcije posredovane toksinima.
| alergija od hrane                           | farmakološke reakcije                                                                            | toksini                                     | intolerancija                                 |
| ------------------------------------------- | ------------------------------------------------------------------------------------------------ | ------------------------------------------- | --------------------------------------------- |
| štetan imunosni odgovor na proteine u hrani | kofeinski tremori, sirna/vinska (tiraminska) migrena, trovanje skombroidnom (histaminskom) ribom | trovanje bakterijskom hranom, stafilotoksin | intolerancija laktoze (deficijencija laktaze) |

Proteini u hrani koji pokreću alergijski odgovor nazivaju se alimentarnim alergenima. Procijenjuje se da gotovo 12 milijuna Amerikanaca pati od alergije od hrane, a prevalencija je u rastu. Šest do osam posto djece do treće godine ima alergiju od hrane kao i skoro četiri posto odraslih.
Alergija od hrane uzrokuje otprilike 30.000 posjeta hitnoj službi i 100 do 200 smrti godišnje u Sjedinjenim Državam.  Najčešće alergije od hrane u odraslih jesu one od školjaka, kikirikija, orašastih plodova, ribe i jaja, a najčešće alergije od hrane u djece jesu one od mlijeka, jaja, kikirikija i orašastih plodova.
Terapija se sastoji od imunoterapije (desenzitizacije) ili izbjegavanja tako što alergična osoba izbjegava sve oblike dodira s hranom od koje je alergična. Područja istraživanja uključuju anti-IgE antitijela (omalizumab ili Xolair) i specifičnu oralnu tolerancijsku indukciju (SOTI) koji su pokazali nekakvu nadu za terapiju određenih alergija od hrane. Ljudi s dijagnosticiranom alergijom od hrane mogu nositi autoinjektor adrenalina kao što su EpiPen ili Twinject, zatim razne oblike nakita s medicinskim upozorenjem ili razviti plan za hitno djelovanje u dogovoru sa svojim liječnikom.

## Više informacija
- Aklimatizacija
- Alergija na lijekove
- Alergija od mlijeka
- Alergija
- Anafilaksa
- Hitno medicinsko stanje
- Intolerancija hrane
- Intolerancija laktoze
- Mastocit
- Oralni alergijski sindrom